# Píkris
Píkris, en grec moderne : Πίκρης, est un village du dème de Réthymnon, en Crète, en Grèce. Selon le recensement de 2011, la population de Píkris compte 55 habitants. Le village est situé à une altitude de 160 m et à 18 km de Réthymnon.